# Granary Burying Ground
Créé en 1660, le Granary Burying Ground est le troisième plus vieux cimetière de la ville de Boston dans le Massachusetts. Il est situé dans la Tremon Street. Plusieurs personnalités de la guerre d'indépendance des États-Unis y reposent : Samuel Adams (1722-1803), John Hancock (1737-1793), Paul Revere (1735-1818), ainsi que trois signataires de la Déclaration d'indépendance des États-Unis et les cinq victimes du « massacre de Boston ».
Ce cimetière fait partie du Freedom Trail, un parcours historique dans Boston pour les touristes. Il contient environ 2 345 tombes, bien que l'on estime que 5 000 personnes soient enterrées dans ce cimetière. Chaque tombe contient à peu près 20 corps ; la Infant Tomb contient à elle-seule 400 bébés. En effet, à l'époque les pierres tombales étaient chères et il était commun de mettre plusieurs membres d'une même famille en dessous d'une même pierre.